# Sumeria

Situación de las ciudades de la antigua Mesopotamia.

Sumer (del acadio Šumeru; en sumerio cuneiforme 𒆠𒂗𒂠, ki-en-gi; aproximadamente KI: 'tierra', 'país', EN: 'señor', GI: 'cañaveral') es una región histórica de Oriente Medio, parte sur de la antigua Mesopotamia, entre las planicies aluviales de los ríos Éufrates y Tigris. La civilización sumeria está considerada como la civilización más antigua del mundo conocida por la humanidad. Aunque la procedencia de sus habitantes —los sumerios— es incierta, existen numerosas hipótesis sobre sus orígenes, siendo la más aceptada actualmente la que argumenta que no habría ocurrido ninguna ruptura cultural con el período de Uruk, lo que descartaría factores externos, como podrían ser invasiones o migraciones desde otros territorios lejanos.
El término «sumerio» también se aplica a todos los hablantes de la lengua sumeria. En dicha lengua, esta región era denominada Kengi (ki), equivalente al acadio mat Sumeri, esto es, «tierra de Súmer».

## Origen del nombre
El término «sumerio» es el nombre común dado a los antiguos habitantes de la baja Mesopotamia por sus vecinos y —posteriormente— sucesores, los semitas acadios. Los sumerios se llamaban a sí mismos sag-giga, que significa literalmente «el pueblo de las cabezas negras». La palabra acadia shumer puede representar este nombre en el dialecto, pero se desconoce por qué los acadios llamaron Shumeru a las tierras del sur. Algunas palabras como la bíblica Shinar, la egipcia Sngr o la indoeuropea hitita Šanhar(a) pueden haber sido variantes de Šumer. De acuerdo al historiador babilonio Beroso, los sumerios fueron «extranjeros de cabezas negras».

## Historia

Localización aproximada de las culturas Hassuna-Samarra y Halaf durante el «período 6».

### Primeros pobladores
En la Baja Mesopotamia existían asentamientos humanos desde el Neolítico, como lo demuestra la cultura de Jarmo (6700 a. C.-6500 a. C.). También se han hallado yacimientos del Calcolítico: la cultura Hassuna-Samarra (5500 a. C.-5000 a. C.), El Obeid (5000 a. C.-4000 a. C.), Uruk (4000 a. C.-3200 a. C.) y Yemdet Nasr (3200 a. C.-3000 a. C.).
No existen registros escritos de esa etapa para conocer el origen de este pueblo, y tampoco los cráneos hallados en los enterramientos aclaran el problema de su origen, debido a que están representadas tanto la dolicocefalia como la braquicefalia, con algunos testimonios del tipo armenoide. Se investigan las esculturas sumerias que muestran un alto índice de cráneos braquicéfalos en sus representaciones, que quizá podrían dilucidar la procedencia de este pueblo, junto con las coloraciones y las dimensiones de las esculturas, que son caucásicos. Con todo esto, no hay suficiente evidencia para solucionar el problema, ya que el dominio del realismo humano escultórico todavía no estaba bien logrado.
Se ha descartado la posibilidad de identificación basada en la evolución de los tipos craneales en el conjunto del Oriente Medio, pues estos aparecen bastante mezclados. Sin embargo, se pueden distinguir cuatro grandes grupos con rasgos pertenecientes a distintas épocas: antes de 4000 a. C. solo se encuentran poblaciones dolicocéfalas del tipo «mediterráneo», que solo son una variedad de este grupo, y que no tuvieron un papel apreciable hasta 3000 a. C.; el tipo «alpinos», braquicéfalos que se manifiestan moderadamente después de 2500 a. C., y los «armenoides», derivados tal vez de estos alpinos que aparecen en abundancia después de 500 a. C. Los pueblos descendientes de los cimerios tienden a tener en promedio las cabezas más «redondeadas» (braquicéfalas) que los demás pueblos de esa área y la palabra «sumerio» puede ser una transliteración de la palabra «cimerios», según algunos filólogos. Es por esto que varios investigadores creen que ambos pueblos son un mismo pueblo en diferentes épocas, pero no hay suficientes evidencias para sustentar esta hipótesis. 
Parece posible que los sumerios fuesen una tribu proveniente de fuera, posiblemente de las estepas, pero su origen concreto es desconocido. Esto es lo que se ha venido denominando desde el siglo XX el «problema sumerio».
En cualquier caso, es durante el período del Obeid cuando se producen avances que cristalizan en el período de Uruk, y que sirven para considerar este momento como el inicio de la civilización sumeria.
Algunos estudiosos también postulan que los sumerios establecidos en Mesopotamia no tendrían un origen autóctono, sino que provendrían de la cultura que fundó la ciudad de Mohenjo-Daro (que existió entre el 2600 a. C. y el 1800 a. C.) en India. Fue analizado el ADN mitocondrial de los dientes de 4 individuos enterrados en las antiguas Terqa y Kar-Assurnasirpal, en el Valle del Éufrates, del período entre 2.500 a. C. 500 d. C, y los individuos estudiados portaban los haplogrupos M4b1, M49 y M61, que se cree que surgieron en el área del subcontinente indio durante el Paleolítico superior y están ausentes en las personas que viven hoy en la región. El hecho de que los individuos estudiados comprendieran tanto hombres como mujeres, cada uno viviendo en un período diferente, sugiere que la naturaleza de su presencia en Mesopotamia fue más bien duradera que incidental.

### Período de Uruk
Uruk, la «Erec» bíblica y árabe «Warka», es el escenario de descubrimientos fundamentales para la historia de la humanidad: aparece la rueda en torno al 3500 a. C., y la escritura en el 3300 a. C., que es la datación más antigua de tablillas de arcilla con escritura cuneiforme encontrada hasta la fecha. Estos registros escritos confirman que los sumerios no eran un pueblo indoeuropeo, ni camita, ni semita, ni tampoco elamo-drávida (grupo, este último, al que pertenece el pueblo elamita, por ejemplo). Así lo demuestra su lengua de tipo aglutinante. No obstante se especula, como se ha dicho, que los sumerios no fueron el primer pueblo en asentarse en la baja Mesopotamia, en el curso bajo del Creciente fértil, sino que llegaron en un determinado momento de la Edad del Cobre o Calcolítico, hacia 3500 a. C., durante el período ahora denominado de Uruk.

### Período dinástico arcaico

Situación de las principales ciudades sumerias y alcance de esta cultura durante el período dinástico arcaico.

La difusión de los avances de la cultura de Uruk por el resto de Mesopotamia dio lugar al nacimiento de la cultura sumeria. Estas técnicas permitieron la proliferación de ciudades por nuevos territorios. Ciudades que pronto se caracterizaron por la aparición de murallas, lo que parece indicar que las guerras entre ellas fueron frecuentes. También destaca la expansión de la escritura, que saltó desde su papel administrativo y técnico hasta las primeras inscripciones dedicatorias en las estatuas consagradas de los templos.
Pese a la existencia de las listas reales sumerias la historia de este período es relativamente desconocida, ya que gran parte de los reinados expuestos en ellas tienen fechas imposibles. En realidad, estas listas se confeccionaron a partir del siglo XVII a. C., y su creación se debió probablemente al deseo de los monarcas de remontar su linaje hasta tiempos épicos. Algunos de los reyes existieron probablemente, pero de muchos otros no hay constancia histórica, mientras que otros de los que se conoce su existencia no figuran en ellas.
El nombre del soberano más antiguo que se conoce es Enmebaragesi, rey de la ciudad de Kish, y lo proporciona una inscripción en un fragmento de una vasija de piedra, posiblemente una ofrenda ritual. Su nombre también está incluido en la Lista Real Sumeria.

### El dominio acadio

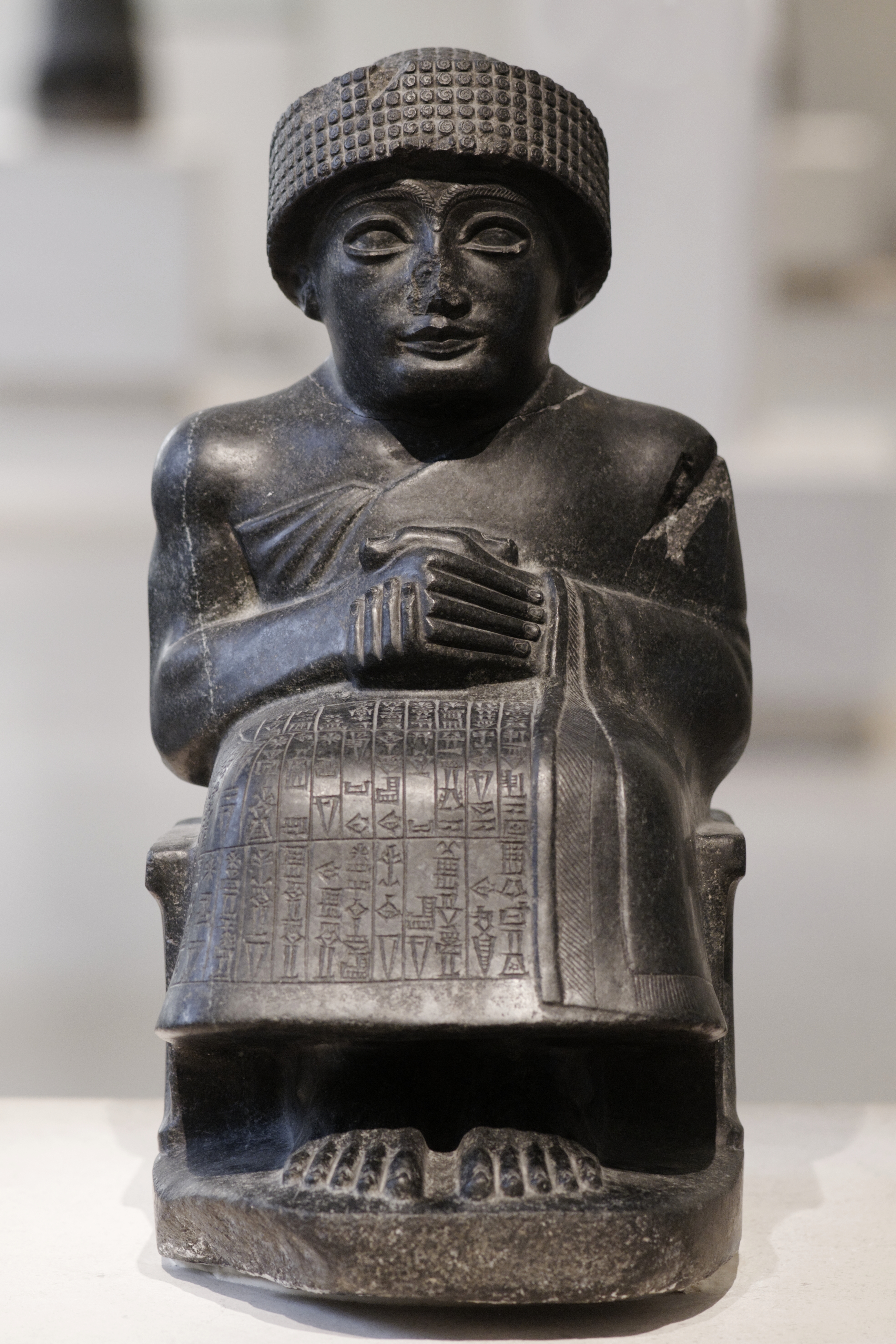
Estatua sedente del príncipe Gudea, patesi de la ciudad-estado sumeria de Lagaš, hacia 2120 a. C.

Hacia 2350 a. C., Sargón, un usurpador de origen acadio, se hizo con el poder en la ciudad de Kiš. Fundó una nueva capital, Agadé, y conquistó el resto de ciudades sumerias, venciendo a Lugalzagesi, el rey de Umma, hasta entonces dominante. Este fue el primer gran Imperio de la historia y sería continuado por los sucesores de Sargón, que se tendrían que enfrentar a constantes revueltas. Entre ellos destacó el nieto del conquistador, Naram-Sin. Esta etapa marcó el inicio de la decadencia de la cultura e idioma sumerios en favor de los acadios.
El imperio se deshizo hacia el 2220 a. C., debido a las constantes revueltas y las invasiones de los nómadas amorreos y, principalmente, gutis. Tras su caída, toda la región cayó bajo el dominio de estas tribus, quienes se impusieron sobre las ciudades-estado de la región, especialmente en el entorno de la destruida Agadé. Las crónicas sumerias los describen constantemente de forma negativa, como «horda de bárbaros» o «dragones de montaña», pero es posible que la realidad no fuese tan negativa; en algunos centros se produjo un verdadero florecimiento de las artes. Es el caso de la ciudad de Lagaš, especialmente durante el gobierno del patesi Gudea. Además de la calidad artística, en las obras de Lagaš se utilizaron materiales provenientes de regiones lejanas: madera de cedro del Líbano o diorita, oro y cornalina del valle del Indo, lo que parece indicar que el comercio no se debió ver especialmente lastrado. Las ciudades meridionales, más alejadas del centro de poder guti, compraban su libertad a cambio de importantes tributos; Uruk y Ur prosperaron durante sus IV y II dinastías.

### El Renacimiento sumerio

Extensión del imperio de la Tercera Dinastía de Ur.

Según una tablilla conmemorativa fue Utu-hengal, rey de Uruk, quien en torno a 2100 a. C. derrotó y expulsó a los gobernantes gutis de las tierras sumerias. Su éxito no le sería de mucho provecho ya que poco después el rey de Ur, Ur-Nammu, consiguió la hegemonía en toda la región con la llamada III dinastía de Ur o Renacimiento sumerio. El imperio surgido a raíz de esta hegemonía sería tan extenso o más que el de Sargón, del que tomaría la idea de imperio unificador. Esta influencia se aprecia incluso en la denominación de los monarcas, que a imitación de los acadios se harán llamar «reyes de Sumer y Acad».
A Ur-Nammu le sucederá su hijo, Shulgi, quien combatió contra Elam y las tribus nómadas de los Zagros. A este le sucedió su hijo Amar-Suen (Amar-Sin) y a este primero un hermano suyo, Shu-Sin, y después otro, Ibbi-Sin. En el reinado de este último los ataques de los amorreos, provenientes de Arabia, se hicieron especialmente fuertes y en 2003 a. C. caería el último imperio predominantemente sumerio. En adelante será la cultura acadia la que predomine y, posteriormente, Babilonia heredará el papel de los grandes imperios sumerios.

### Periodo de Ur III
La desaparición del Imperio Acadio permitió el renacimiento de Sumer y el regreso al régimen de las ciudades estado. Tienen gran relevancia las reformas de Gudea de la Dinastía de Lagaš en esta época neosumeria (2175 a. C.). Posteriormente, en la III Dinastía de Ur, Ur-Nammu lleva a cabo un código bien estructurado con numerosos cambios. En esta época se empiezan a nombrar como Reyes de Sumer y Akkad (2111 a. C.). Shulgi, en 2093 a. C., impulsará una evolución referente a los pesos y medidas existentes, a la vez que reforzará las fronteras por el acoso de los semitas-amorreos.
Pese a ello, finalmente sucumbió a los ataques de los amorreos, los cuales llevaban tropas auxiliares elamitas-semitas, procedentes de la meseta de Irán, que prevalecieron y saquearon Ur (2003 a. C.). Se vuelve a un estado de fragmentación política y proliferan dinastías locales. Rim-Sin creará un pequeño imperio en 1792 a. C. donde se introducirá la propiedad privada, dándose una sociedad precapitalista. En cambio, en Babilonia se entronizará una dinastía amorrea (1792 a. C.).
La sociedad de la III Dinastía de Ur se organiza de esta manera:
1. mashda: «los segundos».
2. eren: «muchedumbre de palacio». Posiblemente se tratará de servidumbre o corte del palacio.
3. ir/game: criados (libres). Los padres vendían a sus hijos al templo aunque los pequeños no perdían su condición de libertad por ello.
4. namra: esclavos. Se les distinguía por llevar un collar con el nombre o un mechón de pelo en la cabeza.

## Organización social

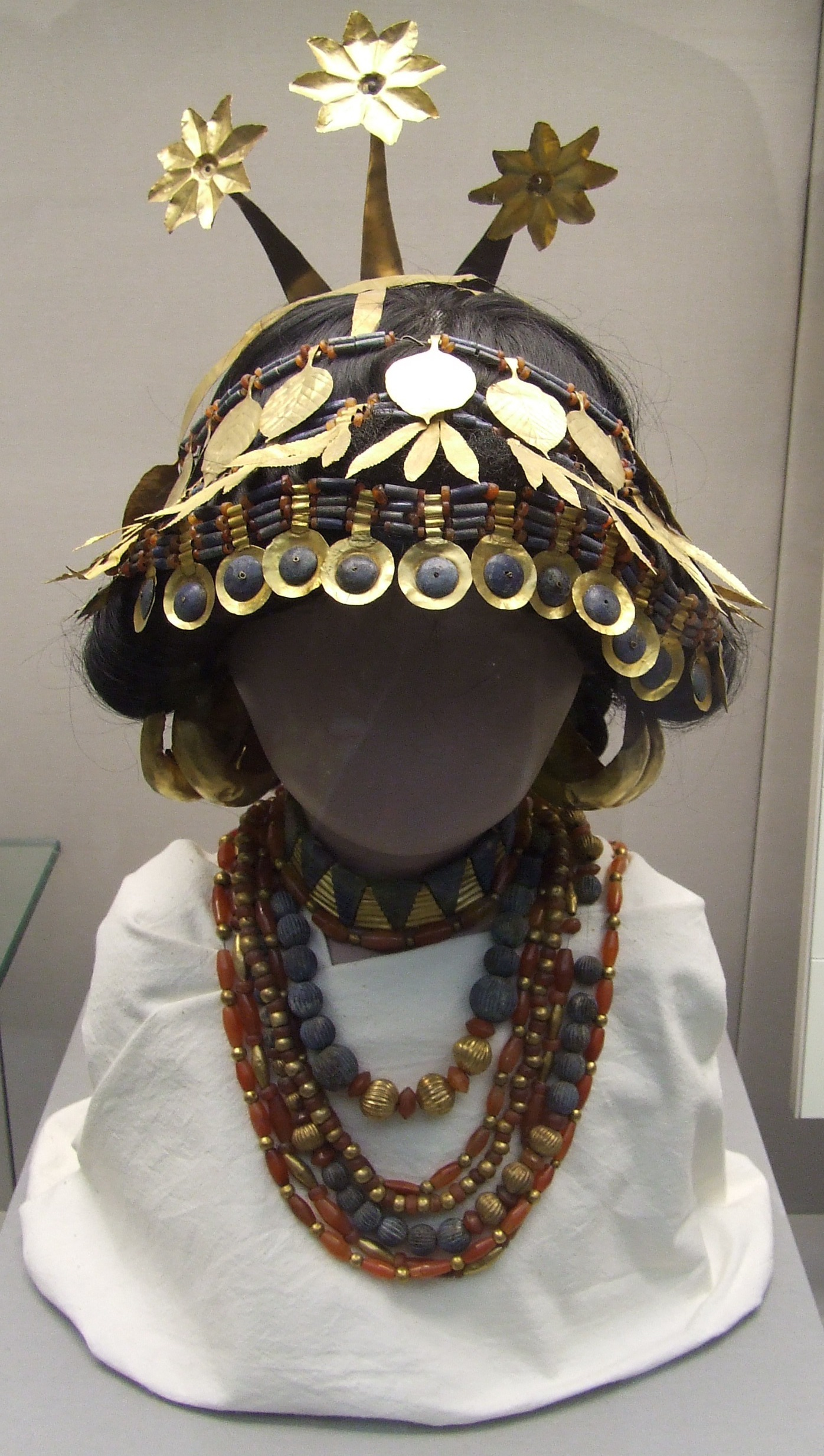
Una reconstrucción en el Museo Británico de tocados y collares que usaban las mujeres en algunas tumbas sumerias.

Con respecto a la organización social, la sociedad sumeria era jerárquica y estratificada, al igual que las de todas las civilizaciones. En la cúspide de la pirámide social se encontraba el rey, a quien seguía en importancia una élite de sacerdotes, jefes militares y funcionarios de alto nivel. A continuación se ubicaban los comerciantes, funcionarios menores y artesanos especializados y luego los campesinos y artesanos comunes. El nivel más bajo de la sociedad correspondía a los esclavos.

## Administración y política
A fines del IV milenio a. C. Sumeria se dividió en una docena de ciudades-estado independientes cuyos límites fueron definidos por medio de canales y mojones. Estas ciudades eran grandes centros mercantiles. Cada una estaba centrada alrededor de un templo dedicado al dios patrono particular de la ciudad y gobernado por un «patesi» (Ennsi), o en ocasiones por un rey (lugal). Los patesi eran sacerdotes supremos y jefes militares absolutos, auxiliados por una aristocracia constituida por burócratas y sacerdotes. El patesi controlaba la construcción de diques, canales de riego, templos y silos, imponiendo y administrando los tributos a los que toda la población estaba sujeta. Las ciudades-estado sumerias tradicionalmente eran ciudades-templos, ya que los sumerios consideraban que los dioses fundaban las ciudades para que fuesen centros de culto. Más tarde, conforme a la religión, los dioses se limitaban a comunicar a los soberanos los planos de los santuarios. El vínculo de los patesis con los ritos religiosos de la ciudad era extremadamente íntimo.
Los templos (entre los cuales se destacaban los piramidales ziqqurat) estaban ligados al poder estatal, y sus riquezas eran usufructuadas por los soberanos, considerados intermediarios entre los dioses y los hombres. Junto con los templos de las ciudades, homenajeando a su dios patrono, no era infrecuente que se erigiesen zigurats, pirámides de ladrillos macizos cocidos al sol que servían de santuarios y acceso a los dioses cuando estos descendían hasta su pueblo durante las festividades.
Con el desarrollo de las ciudades, las tentativas de supremacía de unas sobre otras se tornaron inevitables. Durante un milenio se sucedieron luchas por el control sobre los derechos de uso del agua, de las rutas de comercio y el cobro de tributos a tribus nómadas.

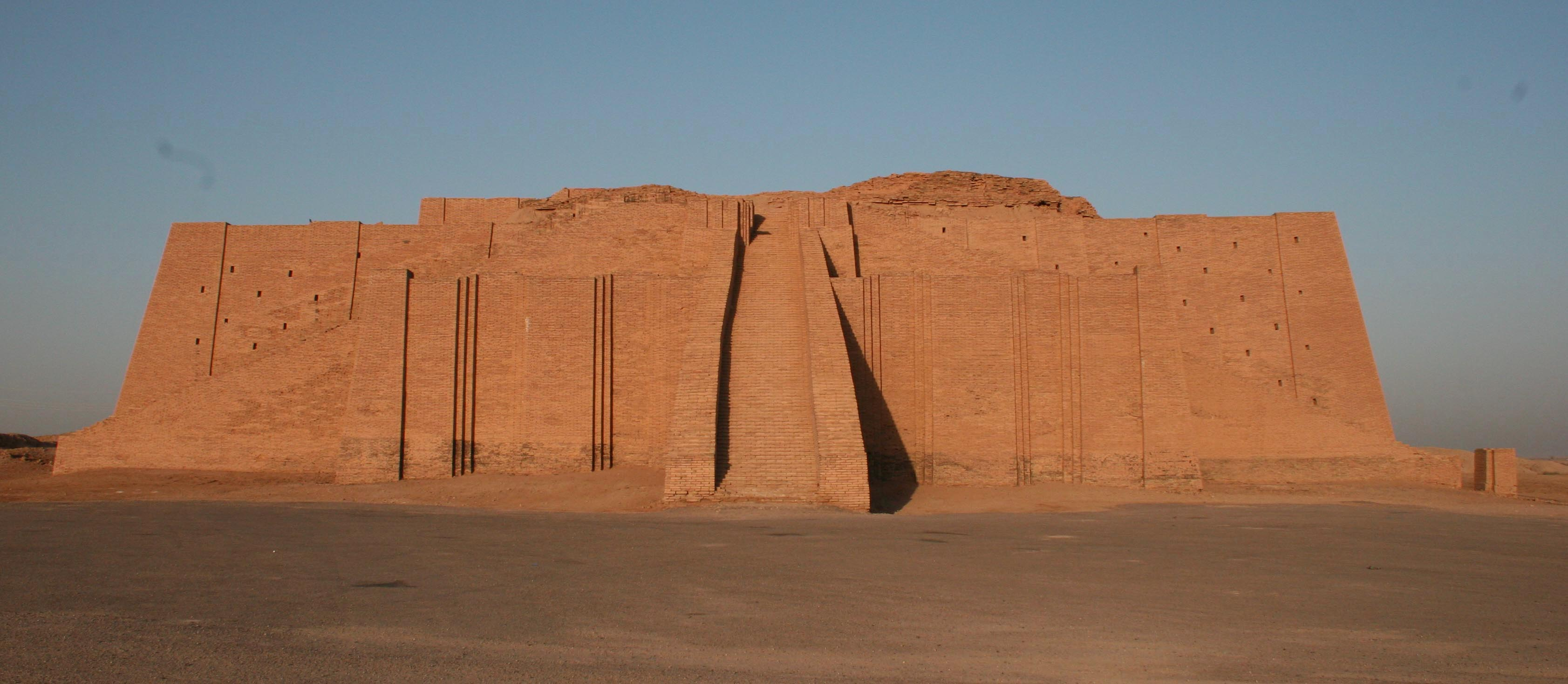
Zigurat de la ciudad de Ur que se ha conservado hasta nuestros días. Las ciudades sumerias se erigían alrededor de estos y en ellos los patesi realizaban ritos sagrados.

Las primeras cinco ciudades desde las que se ejerció el poder predinástico son —entre paréntesis aparece el nombre actual del paraje—:
1. Eridu (Tell Abu Shahrain)
2. Bad-tibira (probablemente Tell al-Madain)
3. Larsa (Tell as-Senkereh)
4. Sippar (Tell Abu Habbah)
5. Shuruppak (Tell Fara)

Otras ciudades principales:
1. Kiš (Tell Uheimir e Ingharra)
2. Uruk (Warka)
3. Ur (Tell al-Muqayyar)
4. Nippur (Afak)
5. Lagaš (Tell al-Hiba)
6. Ngirsu (Tello, o Telloh)
7. Umma (Tell-Yoja)
8. Hamazi[13]
9. Adab (Tell-Bismaya)
10. Mari (Tell Hariri)[14]
11. Akshak[13]
12. Akkad[13]
13. Isin (Ishan al-Bahriyat)

Otras ciudades menores, de sur a norte:
1. Kuara (Tell al-Lahm)
2. Zabala (Tell Ibzeikh)
3. Kisurra (Tell Abu Hatab)
4. Marad (Tell Wannat es-Sadum)
5. Dilbat (Tell ed-Duleim)
6. Borsippa (Birs Nimrud)
7. Kutha (Tell Ibrahim)
8. Der (al-Badra)
9. Ešnunna (Tell Asmar)
10. Nagar (Tell Brak)

### Economía y crédito
Sumeria desarrolló el sistema de deuda más antiguo conocido hasta hoy. Por ese sistema, los campesinos se endeudaban para conseguir su libertad y la de sus hijos. Para gestionar este sistema, los reyes sumerios disponían del derecho de amnistía, anulando regularmente el conjunto de las deudas y de las servidumbres asociadas.

## Lengua y escritura

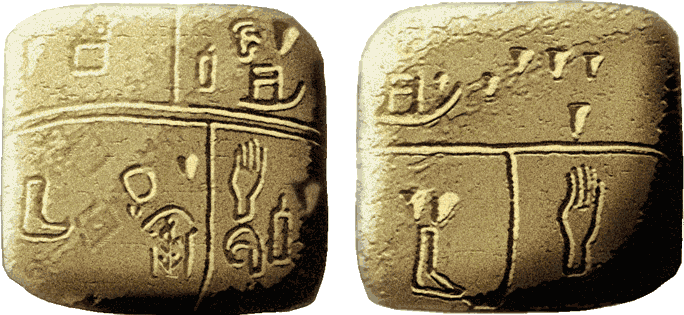
Tablilla de piedra grabada con escritura pictográfica procedente de la ciudad mesopotámica de Kish (en la actual Irak), datada en el 3500 a. C. Probablemente es el vestigio más antiguo conocido de escritura, y consta de pictogramas que representan cabezas, pies, manos, números y trillos.

El idioma sumerio se considera una lengua aislada, ya que no está emparentada con ninguna familia lingüística conocida, aunque se han hecho muchos intentos fallidos por relacionar el sumerio a otros grupos lingüísticos. El sumerio es claramente diferente del acadio, una lengua de claro origen semítico con la que coexistió en la región, alternándose ambas como lenguas dominantes. Ambas lenguas usaron la escritura cuneiforme, originalmente desarrollada por los sumerios y cuyo uso sobrepasó al de la propia lengua sumeria por más de un milenio.
El sumerio era un idioma aglutinante, es decir, los monemas (unidades de significado) se pegaban unos con otros para crear palabras enteras, en contraste con las lenguas flexivas como el acadio o las lenguas indoeuropeas. Por tanto, tipológicamente, el sumerio difiere notablemente de otras lenguas de la región ya que el sumerio prefería utilizar afijos para expresar lo mismo. En cambio, otras lenguas cercanas como el elamita, las lenguas hurrito-urartianas y algunas lenguas caucásicas muestran tipologías lingüísticas más similares al sumerio, aunque no parecen directamente relacionadas con él.
Los sumerios inventaron jeroglíficos pictóricos que más tarde dieron lugar a la escritura cuneiforme propiamente dicha, y su lengua, junto con la del Antiguo Egipto, compiten por el crédito de ser la lengua más tempranamente documentada. Ha sobrevivido un gran corpus formado por cientos de miles de textos en sumerio, la gran mayoría de estos textos en tablillas de arcilla. Los textos sumerios conocidos incluyen textos personales y cartas de negocios y transacciones, recibos, listas de léxico, leyes, himnos y plegarias, encantamientos mágicos e incluso textos científicos de matemáticas, astronomía y medicina. Las inscripciones monumentales y los textos escritos en diferentes objetos como estatuas o ladrillos también eran bastante comunes. Muchos textos sobrevivieron en múltiples copias, ya que fueron transcritos varias veces por escribas en formación. El sumerio siguió siendo la lengua litúrgica usada en oficios religiosos y la lengua de los textos legales en Mesopotamia mucho después de que los semitas se convirtieran en el grupo hegemónico en la región.
La comprensión de los textos en sumerio puede ser complicada hoy en día, incluso para los expertos, principalmente por el uso de caracteres jeroglíficos de difícil interpretación. Los más difíciles son los textos más antiguos, que en muchos casos no dan toda la estructura gramatical de la lengua, en constante cambio.

## Religión y creencias
Tratar un asunto tal como la religión sumeria puede ser complicado, dado que las prácticas y creencias adoptadas por aquellos pueblos variaron mucho a través del tiempo y lugar, y cada ciudad poseía su propia visión mitológica y/o teológica. Los sumerios fueron posiblemente los primeros en escribir sobre sus creencias, que luego fueron la inspiración para gran parte de la mitología, religión y astrología mesopotámicas, aunque ello no implica que su religión fuera la primera y que no hubieran tomado costumbres y ritos de otros pueblos.
Los sumerios veían los cambios a su alrededor (cambio del clima, de las estaciones, en los movimientos de los astros) como la magia de los espíritus, magia que era la única explicación que tenían de cómo funcionaban las cosas. Esos espíritus eran sus dioses.[cita requerida] Y con muchos espíritus alrededor, creían en varios dioses, que tenían emociones humanas. Creían que el sol, la luna y las estrellas eran dioses, al igual que los juncos que crecían a su alrededor y la cerveza que destilaban.
Creían que los dioses controlaban el pasado y el futuro, que les revelaban las habilidades que poseían, incluyendo la escritura, y que los dioses les proporcionaban todo lo que necesitaban saber. No tenían la visión de que su civilización se hubiera desarrollado por sus propios esfuerzos, y tampoco tenían visión de progreso tecnológico o social.
Cada uno de los dioses sumerios (en su propia lengua, dingir y en plural, dingir-dingir o dingira-ne-ne) era asociado a ciudades diferentes, y la importancia religiosa a ellos atribuida se intensificaba o declinaba dependiendo del poder político de la ciudad asociada. Según la tradición sumeria, los dioses crearon el ser humano a partir del barro con el propósito de que fueran servidos por sus nuevas criaturas. Cuando estaban enojados o frustrados, los dioses expresaban sus sentimientos a través de terremotos o catástrofes naturales: la esencia primordial de la religión sumeria se basaba, por lo tanto, en la creencia de que toda la humanidad estaba a merced de los dioses. Nótese la similitud de la creación del hombre a partir del barro con el relato del Génesis.
Entre las principales figuras mitológicas adoradas por los sumerios es posible citar a:
- An (o Anu), dios del cielo;
- Nammu, la diosa-madre;
- Inanna, la diosa del amor y de la guerra (equivalente a la diosa Ištar de los acadios);
- Enki (en el templo de Eridu), dios protector de los hombres, controlador del agua dulce de las profundidades debajo de la tierra;
- Utu (en Sippar), el dios sol;
- Nannar, el dios luna en Ur;
- Enlil, el dios del viento.

Los sumerios probablemente hayan cavado en la tierra unos metros y encontrado agua.[cita requerida] Los sumerios creían que la tierra era un gran disco flotando en el mar. Llamaron a ese mar Nammu y pensaban que había estado desde siempre en el tiempo. Creían que del Nammu habían surgido los peces, los pájaros, cerdos salvajes y otras criaturas que moraban en las tierras pantanosas y húmedas.
Según ellos, Nammu había creado el cielo y la tierra. El cielo se había separado de la tierra, dando nacimiento al dios masculino An y a la tierra, una diosa llamada Ki. Creían que Ki y An habían procreado un hijo llamado Enlil, que era la personificación de la atmósfera, el viento y la tormenta. Creían que él separó el día de la noche y que había abierto una concha invisible dejando caer agua desde el cielo. Creían que junto con su madre y Ki, Enlil sentó las bases de la creación de las plantas, los humanos y otras criaturas, que hacía germinar las semillas y que había dado forma a la humanidad a partir de la arcilla, impregnándola.
El universo consistía en un disco plano cerrado por una cúpula de latón. La vida después de la muerte implicaba un descenso al vil submundo, donde se pasaba la eternidad en una existencia deplorable, en una especie de infierno.
Creían que los cultivos crecían porque un dios masculino se estaba apareando con su esposa diosa. Ellos veían los meses húmedos y calurosos del verano, cuando los campos y praderas se teñían de marrón, como el momento de la muerte de los dioses. Cuando los campos florecían de nuevo en primavera, creían que sus dioses resucitaban. Marcaron a este como el comienzo del año, que era celebrado en sus templos con música y cantos.
No creían en el cambio social, aunque los sacerdotes sumerios alteraban las historias que contaban, creando nuevos giros en los cuentos antiguos, sin reconocer esto como un cambio inducido por los humanos o preguntándose por qué habían fallado en hacerlo bien la primera vez. Las nuevas ideas eran simplemente revelaciones de sus dioses.
Había diferentes tipos de sacerdotes. Algunos de los más comunes eran:
- āšipu, exorcista y médico.
- bārû, astrólogo y adivino.
- qadištu, sacerdotisa.

Los templos sumerios consistían en una nave central con corredores en ambos lados, flanqueados por aposentos para los sacerdotes. En una de las puntas del corredor se encontraba un púlpito y una plataforma construida con ladrillos de barro, usada para sacrificios animales y ofrendas vegetales.
Los graneros y depósitos generalmente se localizaban en la proximidad de los templos. Más tarde, los sumerios comenzaron a construir sus templos en la cima de las colinas artificiales, terraplenadas y multifacetadas: esos templos especiales se llamaban zigurats.
Los sumerios fueron precursores de muchos conceptos religiosos, sagas cosmogónicas y relatos que luego aparecieron recogidos por otros pueblos mesopotámicos y regiones vecinas [cita requerida]. Entre ellos se pueden citar: la creación del mundo, la separación de las aguas primordiales, la formación del hombre con arcilla o las ideas del paraíso y el Diluvio Universal (que aparece en la Epopeya de Gilgameš). Escritos de V. Scheil y S. N. Kramer consideran la creación de Eva a partir de la costilla de Adán como un mito sumerio, ya que en sumerio, las palabras "hacer vivir" y "costilla" se escribían igual: ti. También la idea de la resurrección de los muertos, atribuida a numerosas religiones, aparece registrada en Sumeria por primera vez.

## Agricultura y ganadería
Los sumerios mantenían una producción de cebada, garbanzos, lentejas, mijo, trigo, nabo, dátiles, cebolla, ajo, lechuga, puerro, amapola y mostaza. También criaban vacas, ovejas, cabras y cerdos. Además, usaban bueyes como opción principal en el trabajo de carga y burros como animal de transporte. Los sumerios pescaban peces en los ríos Tigris y Éufrates y en los canales, y cazaban aves en sus orillas y desembocaduras pantanosas.
La agricultura sumeria dependía mucho del riego, efectuándose a través del uso de canales, estanques, diques y depósitos de agua. Las frecuentes y violentas inundaciones del Tigris y, en menor medida, del Éufrates hacían que los canales necesitaran de reparación frecuente y de la continua extracción del limo, y el reemplazo continuo de los marcadores de inspección y mojones. El gobierno ordenaba a esclavos, condenados a trabajos forzados, y determinados ciudadanos la tarea de trabajar en los canales, aunque los ricos podían excluirse de esta tarea.
Después de la temporada de inundaciones y luego de la temporada del equinoccio de primavera y el Akitu o Festival de Año Nuevo, los canales eran abiertos, los campesinos irrigaban sus campos y drenaban el agua sobrante. Posteriormente dejaban que los novillos pisotearan la tierra y matasen las malas hierbas. El paso siguiente era dragar los campos con picos. Después de que se secara, araban, gradaban y rastrillaban el campo tres veces, revolviendo la tierra después con una azada antes de la siembra. La alta tasa de evaporación dio lugar a un aumento gradual de la salinidad de los campos. Hacia el período de Ur III, los agricultores pasaron del trigo a la cebada como principal cultivo, ya que esta es más tolerante a la sal.
Los sumerios realizaban la cosecha durante la fase seca del otoño en grupos de tres personas que consistían en dos segadores y un enfardador. Los campesinos utilizaban un tipo de cosechadora arcaica para separar la cabeza de los cereales de sus respectivos tallos: una especie de carro de clasificación, que separaba los granos de los cereales. Después, cribaban la mezcla de granos y barcia.

## Características militares

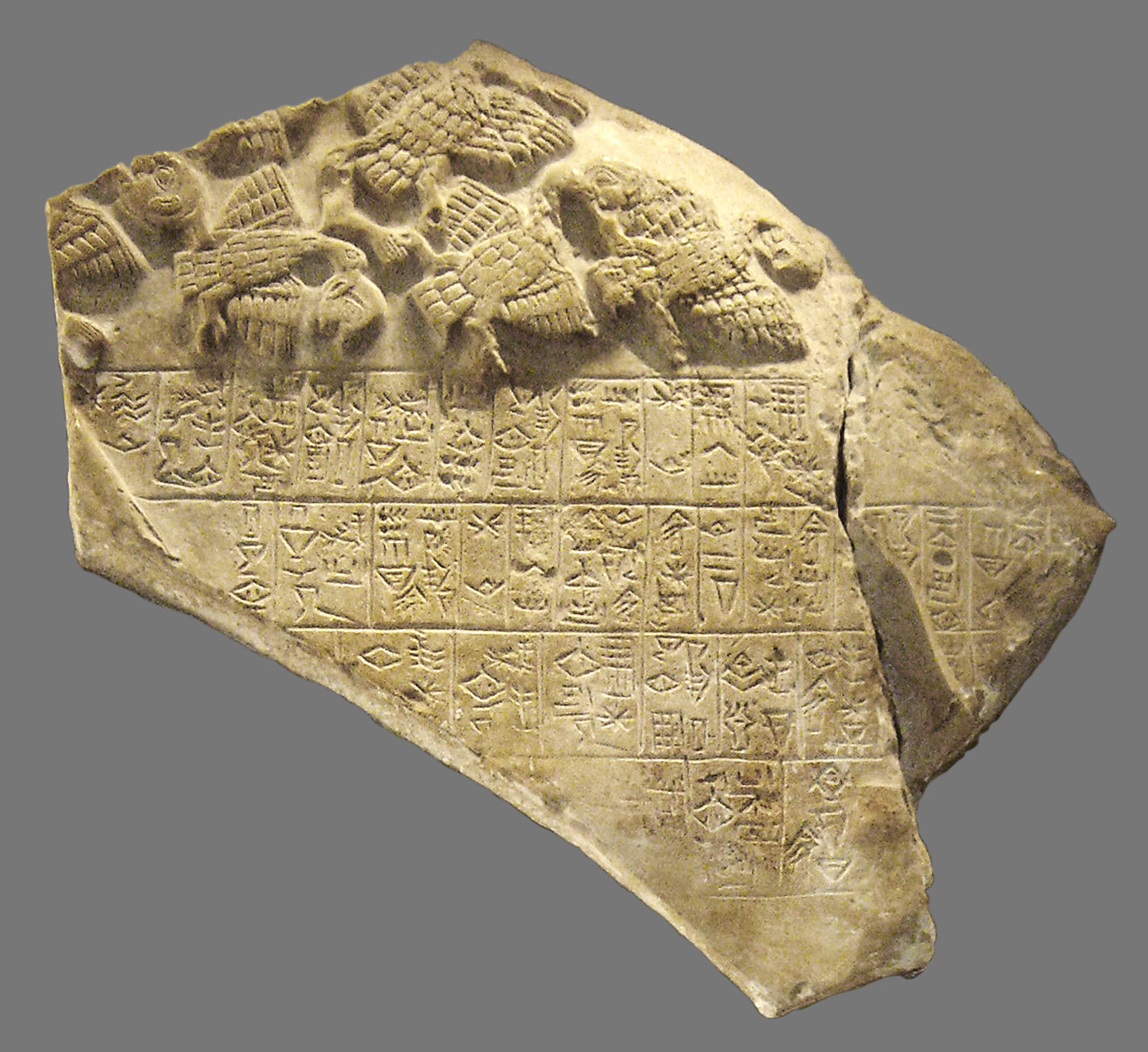
Fragmento de la estela de victoria del rey Eannatum de Lagaš sobre Umma, llamada "Estela de los Buitres". Esta pieza de caliza está datada alrededor del 2450 a. C.

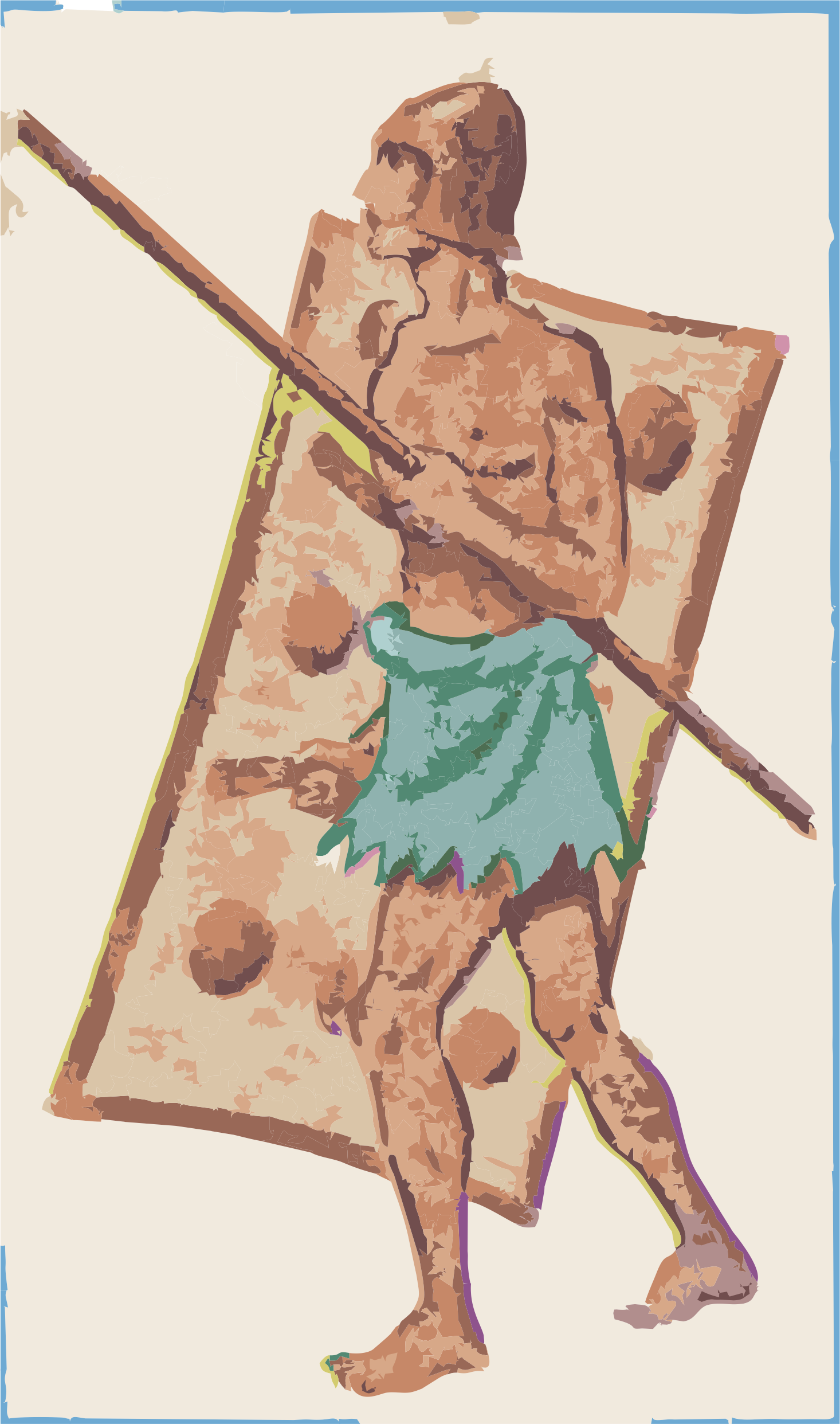
Lancero sumerio (3000 a. C.)

Las casi constantes guerras, durante 2000 años, entre las ciudades-estado sumerias ayudaron a desarrollar la técnica y tecnología militar a un alto nivel. La primera guerra que se registra fue entre las ciudades de Lagaš y Umma en el año 2525 a. C., en una estela llamada la "Estela de los Buitres". Este registro también muestra al rey de Lagaš liderando un ejército sumerio compuesto en su mayoría de infantería. Los soldados de infantería llevaban lanzas, cascos de cobre y escudos de cuero o mimbre. Los lanceros se muestran dispuestos en lo que parece ser una formación de falange, que requiere entrenamiento y disciplina. Esto implica que los sumerios hayan hecho uso de soldados profesionales.
La falla clave para el ejército sumerio fue su mala posición estratégica. Los obstáculos naturales para la defensa que existían estaban en las fronteras del oeste (el desierto) y del sur (golfo Pérsico). Cuando enemigos populosos y poderosos aparecían por el norte o el este, los sumerios eran susceptibles a los ataques. Los sumerios participaban en guerras con sitio entre sus ciudades, defendidas por murallas de ladrillos de barro que, obviamente, no podían detener los enemigos que ya conocían ese material.
Los sumerios inventaron el carro de guerra, al cual ataban onagros (burros salvajes). Esos carros antiguos no funcionaban tan bien en combate como los modelos construidos posteriormente. Algunos sugieren que los carros militares servían primariamente como medio de transporte, aunque en tiempo de guerra transportaban hachas de guerra y lanzas. El carro o más bien carreta sumerio constaba de una caja con cuatro ruedas macizas manejado por dos personas y atado a cuatro onagros. El carro estaba compuesto por cestas entretejidas, y las ruedas poseían un diseño sólido de tres piezas.
Los sumerios usaban fundas y arcos simples, y más tarde se inventaría el arco compuesto.

## Cultura

### Arquitectura

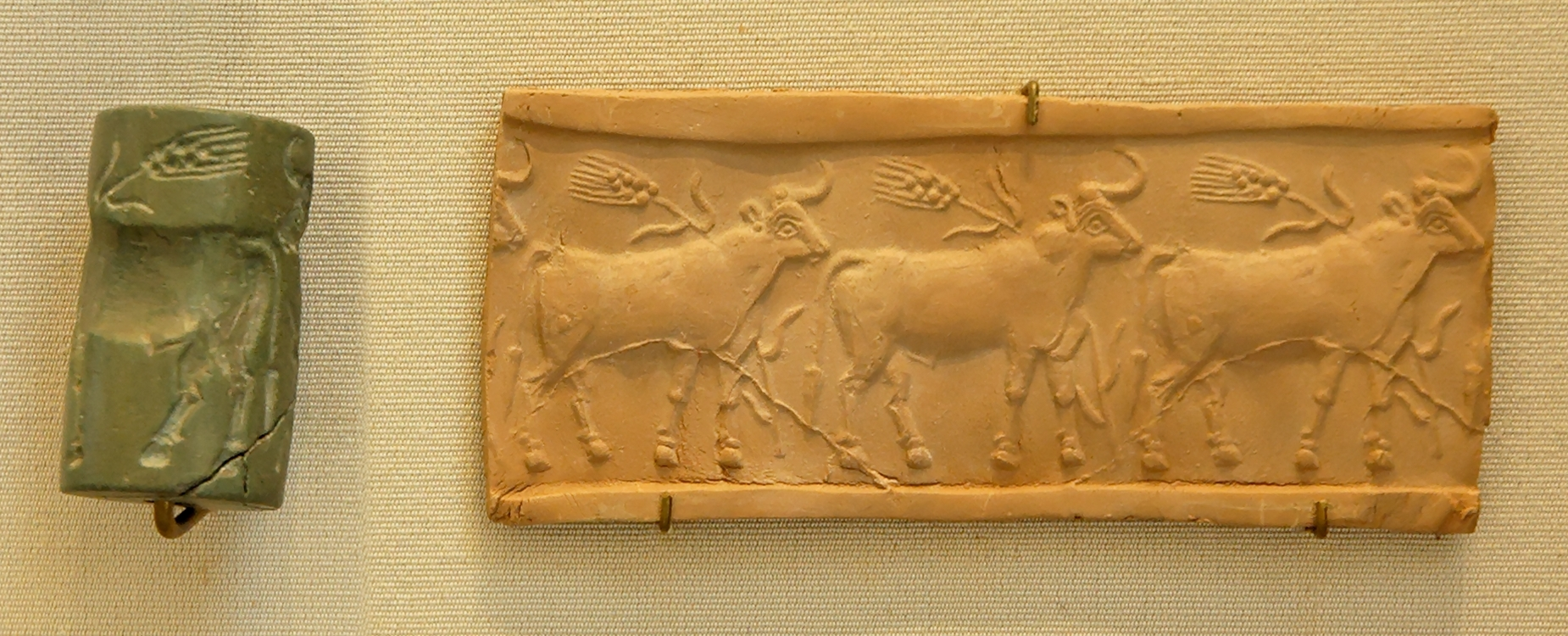
Sello cilindro e impresión: grupo de ganado en un campo de trigo. Hechos en caliza y correspondientes al período de Uruk (4100-3000 a. C.).

La planicie del Tigris-Éufrates carecía de grandes piedras y árboles. Las edificaciones sumerias comprendían estructuras planoconvexas hechas de ladrillos de barro, material por contra muy abundante, desprovistas de argamasa o cemento. Debido a que los ladrillos planoconvexos eran de composición relativamente inestable, los albañiles sumerios añadían una mano extra de ladrillos, puestos perpendicularmente cada pocas hiladas, y luego rellenaban los huecos con betún.
Las construcciones hechas con ladrillos de barro se acababan deteriorando, de forma que eran periódicamente destruidas, niveladas y reconstruidas en el mismo lugar. Esa constante reconstrucción elevó gradualmente el nivel de las ciudades, de modo que con los siglos se erigieron por arriba de la planicie a su alrededor. Las construcciones resultantes se conocían con el nombre de tell y se encontraban en todo el antiguo Oriente Próximo y Medio.
El tipo más famoso e impresionante de entre las edificaciones sumerias eran los Zigurats o torres escalonadas, una construcción de largas y amplias plataformas sobrepuestas en cuya cima había templos. Algunos académicos han teorizado que estas estructuras podrían haber sido la base de la torre de Babel bíblica, que se describe en el Génesis.
Los sellos cilíndricos sumerios también describen casas construidas con cañas, similares a aquellas construidas por los árabes de las tierras bajas de la parte sur del actual Irak, hasta una fecha tan reciente como el 400 a. C. Por otro lado, los templos sumerios y palacios hicieron uso de materiales y técnicas más avanzadas como refuerzos (soportes para los ladrillos), recesos (esquinas), pilastras y clavos de arcilla recubiertos con ladrillos cocidos al horno, más resistentes que los crudos secados al sol.

### Matemáticas
Los sumerios desarrollaron un complejo sistema de metrología alrededor del 4000 a. C. Esta metrología avanzada resultó en la creación de la aritmética, la geometría y el álgebra. Desde el 2600 a. C. en adelante, los sumerios escribieron tablas de multiplicación en tabletas de arcilla y trataron con ejercicios geométricos y problemas de división. Los primeros rastros de la numeración babilónica también se remontan a este periodo. El periodo que abarca desde el 2700 al 2300 a. C. vio la primera aparición del ábaco, y una tabla de columnas sucesivas que delimitaron el orden sucesivo de magnitud de su sistema de numeración sexagesimal. Los sumerios fueron los primeros en usar un sistema de numeración de notación posicional. Otros pueblos mesopotámicos quizás hayan usado algún tipo de regla de cálculo en cálculos astronómicos.

### Medicina
Una tablilla encontrada en Nippur puede ser considerada el primer manual de medicina del mundo. En esa tablilla, donde había fórmulas químicas y mágicas (encantamientos), se usaban términos tan especializados que para traducirse se precisó de la ayuda de químicos.
En farmacología, se usaban sustancias vegetales, animales y minerales. Laxantes y diuréticos fueron la mayoría de los remedios de aquel pueblo. Determinadas cirugías también eran puestas en práctica. Los sumerios manufacturaban salitre, conseguido a partir de la orina, la cal, de cenizas o de la sal. Combinaban esos materiales con leche, piel de cobra, caparazón de tortuga, casia, mirto, timo, sauces, higo, pera, abeto y/o dátil. A partir de esto mezclaban esos agentes con vino, usando el resultado obtenido de dos formas: o pasando el producto como si fuera una crema, o luego se mezclaba junto con la cerveza, consumiendo el remedio por vía oral.
Los sumerios explicaban la enfermedad como una consecuencia del aprisionamiento, y la consecuente tentativa de escape, de un demonio dentro del cuerpo humano. El objetivo del remedio era persuadir al demonio a creer que continuar residiendo en aquel cuerpo sería una experiencia desagradable. Comúnmente los sumerios colocaban un cordero o una cabra cerca del enfermo. En el caso de no haber ovejas a disposición, probaban suerte con una estatua, que, si se conseguía transferir el demonio dentro de sí, sería cubierta de betún.

### Literatura

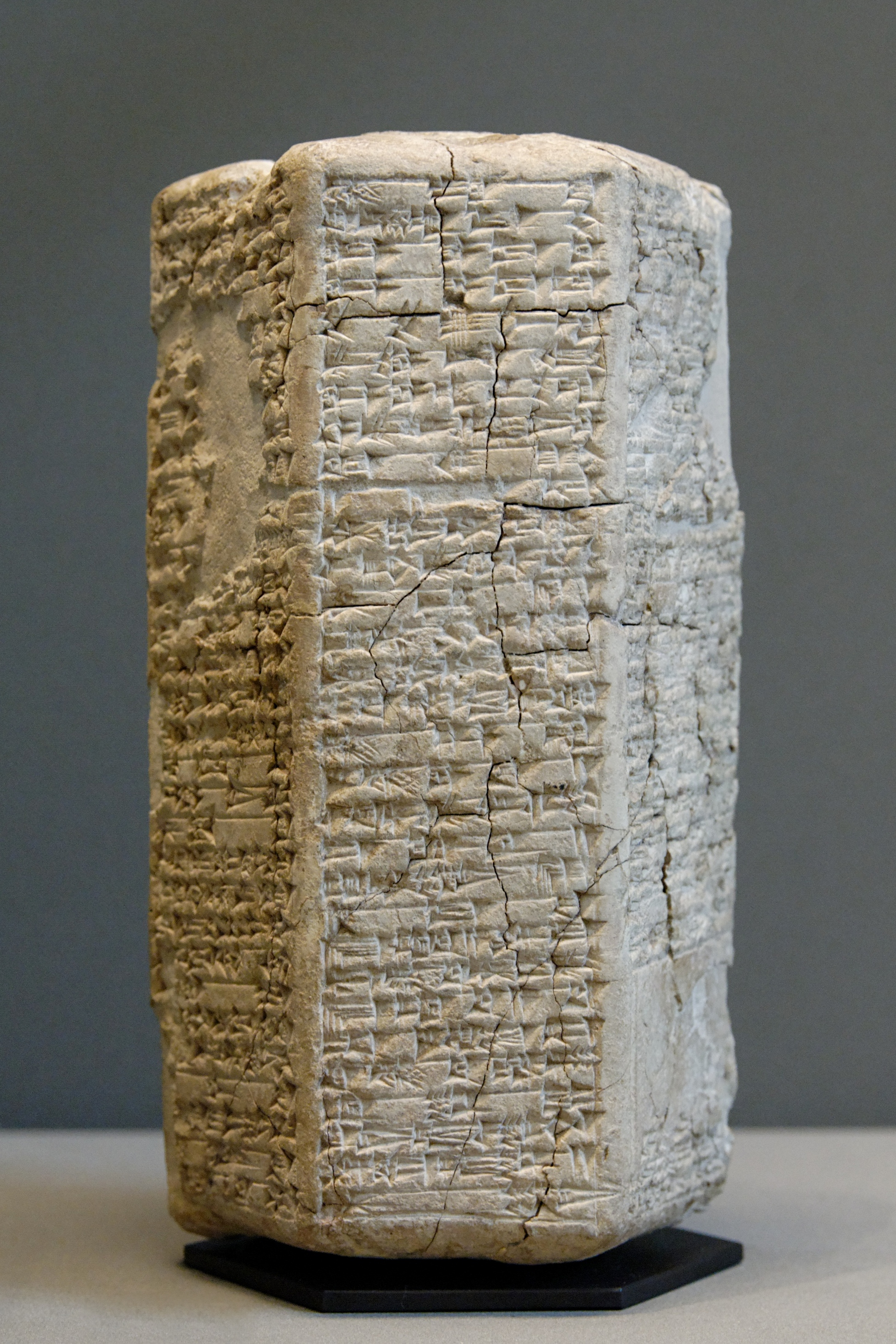
Himno a Iddin-Dagan, rey de Larsa. Inscripciones cuneiformes en sumerio, en torno al 1950 a. C.

La literatura sumeria comprende tres grandes temas: mitos, himnos y lamentaciones. Los mitos se componen de breves historias que tratan de perfilar la personalidad de los dioses mesopotámicos: Enlil, principal dios y progenitor de las divinidades menores; Inanna, diosa del amor y de la guerra; o Enki, dios del agua potable frecuentemente enfrentado a Ninhursag, diosa de las montañas. Los himnos son textos de alabanza a los dioses, reyes, ciudades o templos. Las lamentaciones relatan temas catastróficos como la destrucción de ciudades o templos y el resultante abandono de los dioses.
Algunas de estas historias es posible que se apoyasen en hechos históricos como guerras, inundaciones o la actividad constructora de un rey importante, magnificados y distorsionados con el tiempo.
Una creación propia de la literatura sumeria fue un tipo de poemas dialogados basados en la oposición de conceptos contrarios. También los proverbios forman parte importante de los textos sumerios.

## Legado
Los sumerios tal vez sean más recordados debido a sus muchas invenciones. Algunos especialistas les dan el crédito por la invención de la rueda y el torno alfarero. Su sistema de escritura cuneiforme fue el primer sistema de escritura del que se tenga evidencia, adelantándose a los jeroglíficos egipcios en, por lo menos, 75 años.[cita requerida] Los sumerios estaban entre los primeros astrónomos, poseyendo la primera visión heliocéntrica de la que se tenga conocimiento (la próxima aparecería de vuelta en el 1500 a. C. por parte de los Vedas en la India). Afirmaban también que el sistema solar se constituía de cinco planetas (ya que únicamente se podían ver cinco planetas a simple vista).
Desarrollaron también conceptos matemáticos usando sistemas numéricos basados en 6 y 10 (sistema sexagesimal). A través de ese sistema, inventaron el reloj con 60 segundos, 60 minutos y 12 horas, además del calendario de 12 meses que se usa actualmente. También construyeron sistemas legales y administrativos con cortes judiciales, prisiones y las primeras ciudades-estado. La invención de la escritura posibilitó a los sumerios el almacenamiento del conocimiento y la posibilidad de transferirlo a otros y a las generaciones posteriores. Eso llevó a la creación de las escuelas, a la educación y oficialización de la matemática, religión, burocracia, división de trabajo y sistemas de clases sociales.
Los sumerios también inventaron el carro de guerra y, posiblemente, las formaciones militares. Lo más importante de todo, tal vez, sea el hecho de que, de acuerdo con muchos académicos, los sumerios fueron los primeros en tratar tanto plantas como animales. En el caso de lo primero, a través de plantaciones sistémicas y de la cosecha de una descendencia de grama mutante, conocida actualmente como einkorn, y de simientes de mijo y trigo. Con relación a lo segundo, los sumerios domesticaron animales a través del confinamiento y de la procreación de carneros ancestrales (similares a la cabra montés) y al ganado salvaje (búfalos). Fue la primera vez que esas especies fueron domesticadas y criadas a gran escala.